# Paul Thomas Anderson
Paul Thomas Anderson, född 26 juni 1970 i Studio City norr om Los Angeles, Kalifornien, är en amerikansk filmregissör, manusförfattare och filmproducent. Anderson är bland annat känd för att ha regisserat filmerna Magnolia, den åttafaldigt Oscarsnominerade There Will Be Blood och den sexfaldigt Oscarsnominerade Phantom Thread.

## Biografi

### Uppväxt
Anderson växte upp i San Fernando Valley i Kalifornien som son till Ernie Anderson, tillsammans med två bröder och fyra systrar. Ernie Anderson hade gjort sig ett namn som röstskådespelare för bland annat programmen America's Funniest Home Videos och Kärlek ombord, och hade dessutom skapat karaktären Ghoulardi som agerade värd i ett TV-program för skräck- och B-filmer. Det är från denna karaktär Anderson tagit namnet för sitt produktionsbolag Ghoulardi Film Company.
Anderson trivdes inte i skolan, han blev tvungen att lämna Buckley School i sjätte klass på grund av dåliga betyg och dåligt uppförande. Redan i tidig ålder visste han att det var film han ville ägna sig åt. Under high school-tiden gjorde han en kortfilm, The Dirk Diggler Story, inspirerad av en artikel han läst om porrstjärnan John Holmes. San Fernando Valley var under sjuttiotalet centrum för amerikansk porrindustri, och Anderson var mer intresserad av filmmediet än av skolan. Han hoppade av flera skolor, bland annat Emerson College och New York University Film School.

### Karriär
Efter college tog Anderson jobb som produktionsassistent för olika TV-filmer, frågesportprogram och videofilmer i New York och Los Angeles. 1992 gjorde han en kortfilm, Cigarettes & Coffee, som 1993 visades på Sundance-festivalen. Filmen och Anderson rönte uppmärksamhet och Hollywood gav honom chansen att göra en långfilm ett par år senare. Resultatet blev Sydney (filmen döptes senare om till Hard Eight), och produktionen av filmen var en katastrof för Anderson. Han sparkades av produktionsbolaget, och det var vid denna tid han började skriva ett manusutkast till sin nästa film. 
Anderson tillhör den nya generation filmskapare som ibland kallas "VHS-generationen", dit också Quentin Tarantino kan räknas.
Anderson har nominerats till åtta Oscars – tre för There Will Be Blood, en gång för Magnolia, en gång för Boogie Nights, en gång för Inherent Vice och två för Phantom Thread – men aldrig vunnit.

### Stil
Andersons filmer har kännetecknats av ensembleskådespeleri, det vill säga rollerna i historien tar upp ungefär lika mycket tid och grad av viktighet av den totala skildringen. Filmerna kännetecknas också ofta av svåra eller långa kamerarörelser, till skillnad från exempelvis Roy Andersson som oftast har helt statisk kamera.

### Privatliv
Paul Thomas Anderson lever tillsammans med skådespelaren och komikern Maya Rudolph. Tillsammans har paret fyra barn.

## Filmografi

### Filmer

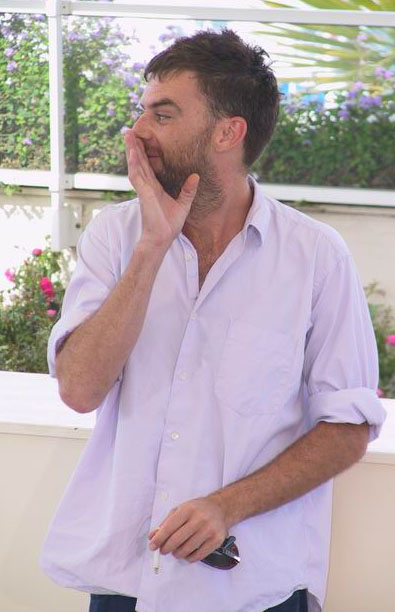
Anderson på filmfestivalen i Cannes 2002.

| Titel               | År   | Roll     | Roll            | Roll      | Budget               | Intäkter             | Noter                               | Referens(er)                |
| Titel               | År   | Regissör | Manusförfattare | Producent | Amerikanska dollar $ | Amerikanska dollar $ | Noter                               | Referens(er)                |
| ------------------- | ---- | -------- | --------------- | --------- | -------------------- | -------------------- | ----------------------------------- | --------------------------- |
| Hard Eight          | 1996 | Ja       | Ja              |           | 3,000,000            | 222,559              |                                     | [ 2 ] [ 3 ]                 |
| Boogie Nights       | 1997 | Ja       | Ja              | Ja        | 15,000,000           | 43,101,594           |                                     | [ 4 ] [ 5 ]                 |
| Magnolia            | 1999 | Ja       | Ja              | Ja        | 37,000,000           | 48,451,803           | Cameo: Man som konfiskerar en skylt | [ 6 ] [ 7 ]                 |
| Punch-Drunk Love    | 2002 | Ja       | Ja              | Ja        | 25,000,000           | 24,665,649           |                                     | [ 8 ] [ 9 ]                 |
| There Will Be Blood | 2007 | Ja       | Ja              | Ja        | 25,000,000           | 76,181,545           |                                     | [ 10 ] [ 11 ]               |
| The Master          | 2012 | Ja       | Ja              | Ja        | 32,000,000           | 28,258,060           |                                     | [ 12 ] [ 13 ] [ 14 ] [ 15 ] |
| Inherent Vice       | 2014 | Ja       | Ja              | Ja        | 20,000,000           | 14,710,975           |                                     | [ 16 ] [ 17 ] [ 18 ]        |
| Phantom Thread      | 2017 | Ja       | Ja              | Ja        | 35,000,000           | 23,100,000           |                                     | [ 19 ] [ 20 ]               |
| Waterlily Jaguar    | 2018 |          |                 | Ja        | Okänt                | i.u.                 | Exekutiv producent                  | [ 21 ]                      |
| Licorice Pizza      | 2021 | Ja       | Ja              | Ja        | 40,000,000           | 29,800,000           |                                     |                             |

### Dokumentärer
| Titel | År   | Roll     | Roll            | Roll      | Noter               | Referens(er) |
| Titel | År   | Regissör | Manusförfattare | Producent | Noter               | Referens(er) |
| ----- | ---- | -------- | --------------- | --------- | ------------------- | ------------ |
| Junun | 2015 | Ja       |                 |           | Även kameraoperatör | [ 22 ]       |

### Kortfilmer
| Titel                  | År   | Roll     | Roll            | Roll      | Noter                                          | Referens(er) |
| Titel                  | År   | Regissör | Manusförfattare | Producent | Noter                                          | Referens(er) |
| ---------------------- | ---- | -------- | --------------- | --------- | ---------------------------------------------- | ------------ |
| The Dirk Diggler Story | 1988 | Ja       | Ja              |           | Även fotograf                                  | [ 23 ]       |
| Cigarettes & Coffee    | 1993 | Ja       | Ja              |           |                                                | [ 23 ]       |
| Flagpole Special       | 1998 | Ja       | Ja              |           |                                                | [ 24 ]       |
| Couch                  | 2002 | Ja       | Ja              |           |                                                | [ 23 ]       |
| Valentine              | 2017 | Ja       |                 |           | Innehåller tre föreställningar med bandet Haim | [ 25 ]       |

### TV
| Titel               | År   | Roll     | Roll            | Roll      | TV-nätverk | Noter                                                     | Referens(er) |
| Titel               | År   | Regissör | Manusförfattare | Producent | TV-nätverk | Noter                                                     | Referens(er) |
| ------------------- | ---- | -------- | --------------- | --------- | ---------- | --------------------------------------------------------- | ------------ |
| The Jon Brion Show  | 2000 | Ja       |                 |           | VH1        | Avsnitt: "Pilot"                                          | [ 26 ]       |
| Saturday Night Live | 2000 | Ja       | Ja              |           | NBC        | Avsnitt: "Ben Affleck/Fiona Apple" segment: "SNL FANatic" | [ 27 ]       |
| Documentary Now!    | 2016 |          |                 |           | IFC        | Röstroll: Harrison Renzi Avsnitt: "Final Transmission"    | [ 28 ]       |

### Musikvideor
| Titel                 | År   | Artist(er)    | Noter      | Referens(er) |       |      |              |  |        |
| --------------------- | ---- | ------------- | ---------- | ------------ | ----- | ---- | ------------ |  | ------ |
| Titel                 | År   | Artist(er)    | Noter      | Referens(er) | "Try" | 1997 | Michael Penn |  | [ 29 ] |
| "Across the Universe" | 1998 | Fiona Apple   |            | [ 29 ]       |       |      |              |  |        |
| "Fast as You Can"     | 1998 | Fiona Apple   |            | [ 29 ]       |       |      |              |  |        |
| "Save Me"             | 1999 | Aimee Mann    |            | [ 29 ]       |       |      |              |  |        |
| "Limp"                | 2000 | Fiona Apple   |            | [ 29 ]       |       |      |              |  |        |
| "Paper Bag"           | 2000 | Fiona Apple   |            | [ 29 ]       |       |      |              |  |        |
| "Here We Go"          | 2002 | Jon Brion     |            | [ 29 ]       |       |      |              |  |        |
| "Hot Knife"           | 2013 | Fiona Apple   |            | [ 29 ]       |       |      |              |  |        |
| "Sapokanikan"         | 2015 | Joanna Newsom |            | [ 29 ]       |       |      |              |  |        |
| "Divers"              | 2015 | Joanna Newsom |            | [ 29 ]       |       |      |              |  |        |
| "Daydreaming"         | 2016 | Radiohead     |            | [ 29 ]       |       |      |              |  |        |
| "Present Tense"       | 2016 | Radiohead     | Live-video | [ 30 ]       |       |      |              |  |        |
| "The Numbers"         | 2016 | Radiohead     | Live-video | [ 31 ]       |       |      |              |  |        |
| "Right Now"           | 2017 | Haim          | Live-video | [ 32 ]       |       |      |              |  |        |
| "Little of Your Love" | 2017 | Haim          |            | [ 33 ]       |       |      |              |  |        |
| "Night So Long"       | 2018 | Haim          | Live-video | [ 34 ]       |       |      |              |  |        |

### Teaterpjäser
| Titel                                        | År   | Roll     | Roll            | Venue         | Noter            | Referens(er) |
| Titel                                        | År   | Regissör | Manusförfattare | Venue         | Noter            | Referens(er) |
| -------------------------------------------- | ---- | -------- | --------------- | ------------- | ---------------- | ------------ |
| Obetitlad Maya Rudolph och Fred Armisen pjäs | 2008 | Ja       | Ja              | Largo Theatre | En föreställning | [ 35 ]       |

## Återkommande skådespelare
Skådespelarna i Paul Thomas Andersons filmer är ofta återkommande. Anderson har sagt att han ser denna samling skådespelare som en familj som känner varandra väl, vilket gör att det hjälper till att skydda projektet från förväntningar utifrån och stress från filmindustrin.
- John C. Reilly - Hard Eight, Boogie Nights, Magnolia
- Julianne Moore - Boogie Nights, Magnolia
- Philip Baker Hall - Cigarettes & Coffee, Hard Eight, Boogie Nights, Magnolia
- Philip Seymour Hoffman - Hard Eight, Boogie Nights, Magnolia, Punch-Drunk Love, The Master
- Melora Walters - Hard Eight, Boogie Nights, Magnolia
- William H. Macy - Boogie Nights, Magnolia
- Alfred Molina - Boogie Nights, Magnolia
- Luis Guzmán - Boogie Nights, Magnolia, Punch-Drunk Love
- Joaquin Phoenix – The Master, Inherent Vice
- Daniel Day-Lewis – There Will Be Blood, Phantom Thread